# Chulaki, Parasgad
Chulaki là một làng thuộc tehsil Parasgad, huyện Belgaum, bang Karnataka, Ấn Độ.